# یوهانس ماتسن
یوهانس ماتسن (به آلمانی: Johannes Matzen) بازیکن فوتبال و مهاجم اهل آلمان شرقی بود که از سال ۱۹۵۲ میلادی عضو تیم ملی فوتبال آلمان شرقی بوده‌است. وی در دو بازی ملی حضور داشته و در بازی‌های ملی‌اش گلی به ثمر نرساند. یوهانس ماتسن آخرین بازی ملی خود را در سال ۱۹۵۴ میلادی انجام داد.